# 雷迪奇 (匈牙利)
雷迪奇，是匈牙利佐洛州所辖的一个村，总面积25.32平方公里，总人口963，人口密度38.0人/平方公里（2010年1月1日）。